# Universiade d'hiver de 1985
Navigation
Édition précédente Édition suivante
L'Universiade d'hiver 1985 est la 12e édition des Universiades d'hiver. Elle se déroule à Belluno en Italie, du 16 février au 24 février 1985.

## Tableau des médailles
| Rang | Nation               | Or | Argent | Bronze | Total |
| ---- | -------------------- | -- | ------ | ------ | ----- |
| 1    | Union soviétique     | 7  | 3      | 4      | 14    |
| 2    | Canada               | 6  | 5      | 8      | 19    |
| 3    | Tchécoslovaquie      | 4  | 3      | 2      | 9     |
| 4    | Italie               | 3  | 6      | 5      | 14    |
| 5    | États-Unis           | 3  | 6      | 2      | 11    |
| 6    | Yougoslavie          | 1  | 2      | 0      | 3     |
| 7    | Allemagne de l'Ouest | 1  | 1      | 0      | 2     |
| 8    | Australie            | 1  | 1      | 0      | 2     |
| 9    | Espagne              | 1  | 0      | 2      | 3     |
| 10   | Japon                | 1  | 0      | 1      | 2     |
| 11   | Pays-Bas             | 1  | 0      | 1      | 2     |
| 12   | France               | 1  | 0      | 1      | 2     |
| 13   | Pologne              | 0  | 3      | 1      | 4     |
| 14   | Bulgarie             | 0  | 1      | 0      | 1     |
| 15   | Finlande             | 0  | 0      | 2      | 2     |
| 16   | Autriche             | 0  | 0      | 1      | 1     |
| 17   | Suisse               | 0  | 0      | 1      | 1     |